# 7 noiembrie
ianuarie • februarie • martie  • aprilie  • mai  • iunie  • iulie  • august  • septembrie  • octombrie  • noiembrie  • decembrie
7 noiembrie este a 311-a zi a calendarului gregorian și a 312-a zi în anii bisecți. Mai sunt 54 de zile până la sfârșitul anului.

## Evenimente

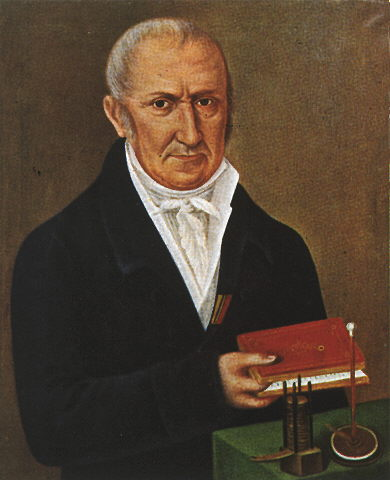
1801: Alessandro Volta prezintă prima baterie electrică.

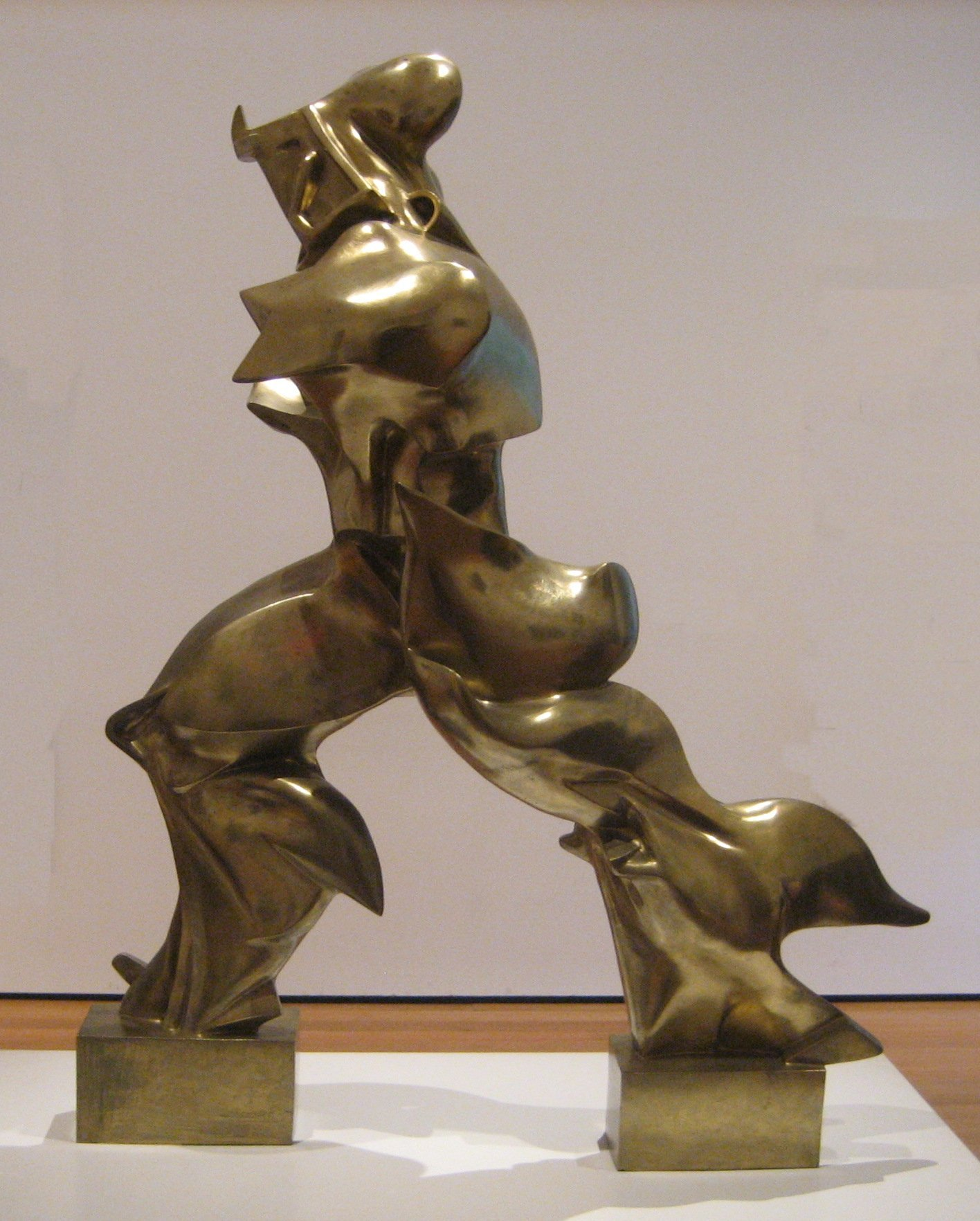
1929: La New York City, se deschide publicului Muzeul de Artă Modernă.

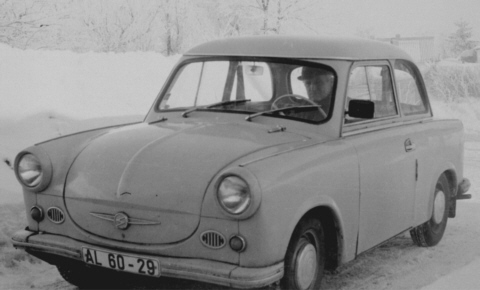
1957: Odată cu începutul seriei pilot, primul Trabant P 50 iese de pe linia de asamblare la VEB Automobilwerk Zwickau.

- 0680: La Constantinopol începe Sinodul al șaselea ecumenic.
- 0921: Tratatul de la Bonn: regii franci Carol cel Simplu și Henric Păsărarul semnează un tratat de pace sau „pact de prietenie” (amicitia) pentru a-și recunoaște granițele de-a lungul Rinului.
- 1480: Prima mențiune documentară a "slugerului" în Țara Românească: denumire dată dregătorului din Țara Românească și Moldova în secolul al XV-lea, care avea ca sarcină aprovizionarea curții domnești cu carne, lumânări și alte provizii.
- 1492: Meteoritul Ensisheim, cel mai vechi meteorit cu o dată cunoscută a impactului, lovește Pământul în jurul prânzului într-un câmp de grâu din afara satului Ensisheim, Alsacia, Franța.
- 1504: Cristofor Columb se întoarce din a patra și ultima sa călătorie.[1]
- 1619: Elisabeta Stuart este încoronată regină a Boemiei.
- 1801: Alessandro Volta prezintă prima baterie electrică.
- 1825: Tânărul avocat Jereboam O. Beauchamp l-a ucis pe politicianul Solomon P. Sharp, pentru a apăra onoarea soției sale Anne Cooke-Beauchamp. Așa-numita tragedie Beauchamp-Sharp este preluată de presă și în numeroase adaptări literare.
- 1874: Partidul Republican din SUA a fost reprezentat de imaginea unui elefant, publicată inițial în revista "Harper's Weekly".
- 1877: Trupele române, comandate de colonelul George Slăniceanu, ocupă, orașul-cetate Rahova (7-9 nov).
- 1885: Construcția căii ferate transcanadiene Canadian Pacific este finalizată odată cu înșurubarea ultimului cui de către Donald Smith, finanțatorul căii ferate, la Craigellachie, Columbia Britanică.
- 1917: Revoluția din Octombrie, care își ia numele de la data calendarului iulian de 25 octombrie, are loc, conform calendarului gregorian; la această dată, bolșevicii asaltează Palatul de Iarnă din Sankt Petersburg, sediul guvernului provizoriu. Toți membrii guvernului, cu excepția prim-ministrului Alexander Fiodorovici Kerenski, sunt arestați.
- 1918: Epidemia de gripă din 1918 se răspândește în Samoa de Vest, ucigând 7.542 (aproximativ 20% din populație) până la sfârșitul anului.
- 1918: Revoluționarii din jurul lui Kurt Eisner răstoarnă dinastia Wittelsbach în Regatul Bavariei. Regele Ludovic al III-lea fuge din München.
- 1929: La New York City, se deschide publicului Muzeul de Artă Modernă.
- 1941: Al Doilea Război Mondial: nava spital sovietică Armenia este scufundată de avioanele germane în timp ce evacuează refugiați și militari răniți și personalul mai multor spitale din Crimeea. Se estimează că peste 5.000 de oameni au murit odată cu scufundarea vasului.
- 1944: Franklin Delano Roosevelt a câștigat cel de-al patrulea mandat de președinte al Statelor Unite.
- 1956: Criza Suezului: Adunarea Generală a Națiunilor Unite adoptă o rezoluție prin care cere Regatului Unit, Franței și Israelului să-și retragă imediat trupele din Egipt.
- 1956: Revoluția maghiară: János Kádár se întoarce la Budapesta într-un convoi blindat sovietic, preluând oficial mandatul ca următorul lider maghiar. Până în acest moment, cea mai mare parte a rezistenței armate a fost învinsă.
- 1957: Odată cu începutul seriei pilot, primul Trabant P 50 iese de pe linia de asamblare la VEB Automobilwerk Zwickau.
- 1973: Congresul Statelor Unite anulează veto-ul președintelui Richard Nixon asupra Rezoluției puterilor de război, care limitează puterea prezidențială de a duce război fără aprobarea Congresului.
- 1991: Magic Johnson anunță că este seropozitiv și se retrage din NBA.
- 1996: NASA lansează sonda spațială Mars Global Surveyor pentru a studia Marte de pe orbită.
- 1996: Lagos, Nigeria, se prăbușește un avion Boeing 727. Au murit toți cei 143 de oameni aflați la bord.
- 2007: Atac armat într-un liceu din Finlanda. Au decedat 9 persoane (inclusiv atacatorul) și alte 13 au fost rănite. Evenimentul tragic este cunoscut sub numele de: masacrul de la Jokela.
- 2024: Atacurile din noiembrie 2024 din Amsterdam: manifestări violente antisemite și anti-sioniste în Amsterdam în timpul meciului de fotbal AFC Ajax - Maccabi Tel Aviv.

## Nașteri
- 0015: Agrippina Minor Iulia, a patra soție a împăratului roman Claudius  (d. 59)
- 0630: Constans al II-lea Bărbosul, împărat bizantin (d. 668)
- 0994: Ibn Hazm, filosof arab (d. 1069)
- 1598: Francisco Zurbarán, pictor spaniol (d. 1664)
- 1728: James Cook, explorator, navigator și cartograf englez (d. 1779)
- 1745: Prințul Henry, Duce de Cumberland și Strathearn (d. 1790)

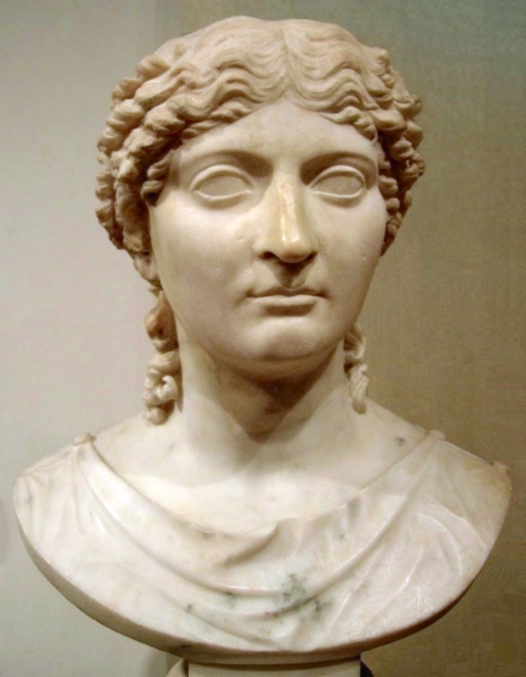
Agrippina Minor Iulia, soție a împăratului roman Claudius
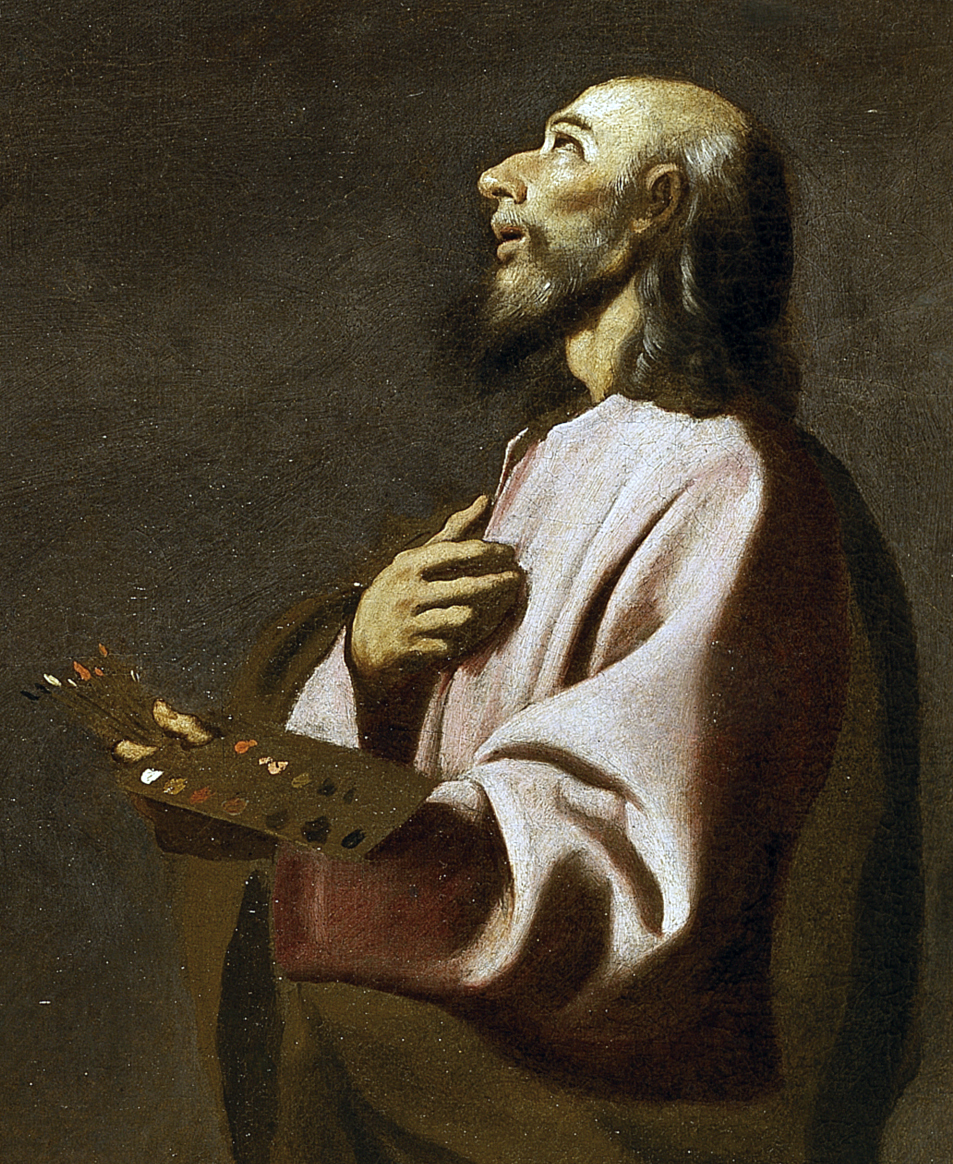
Francisco Zurbarán, pictor spaniol
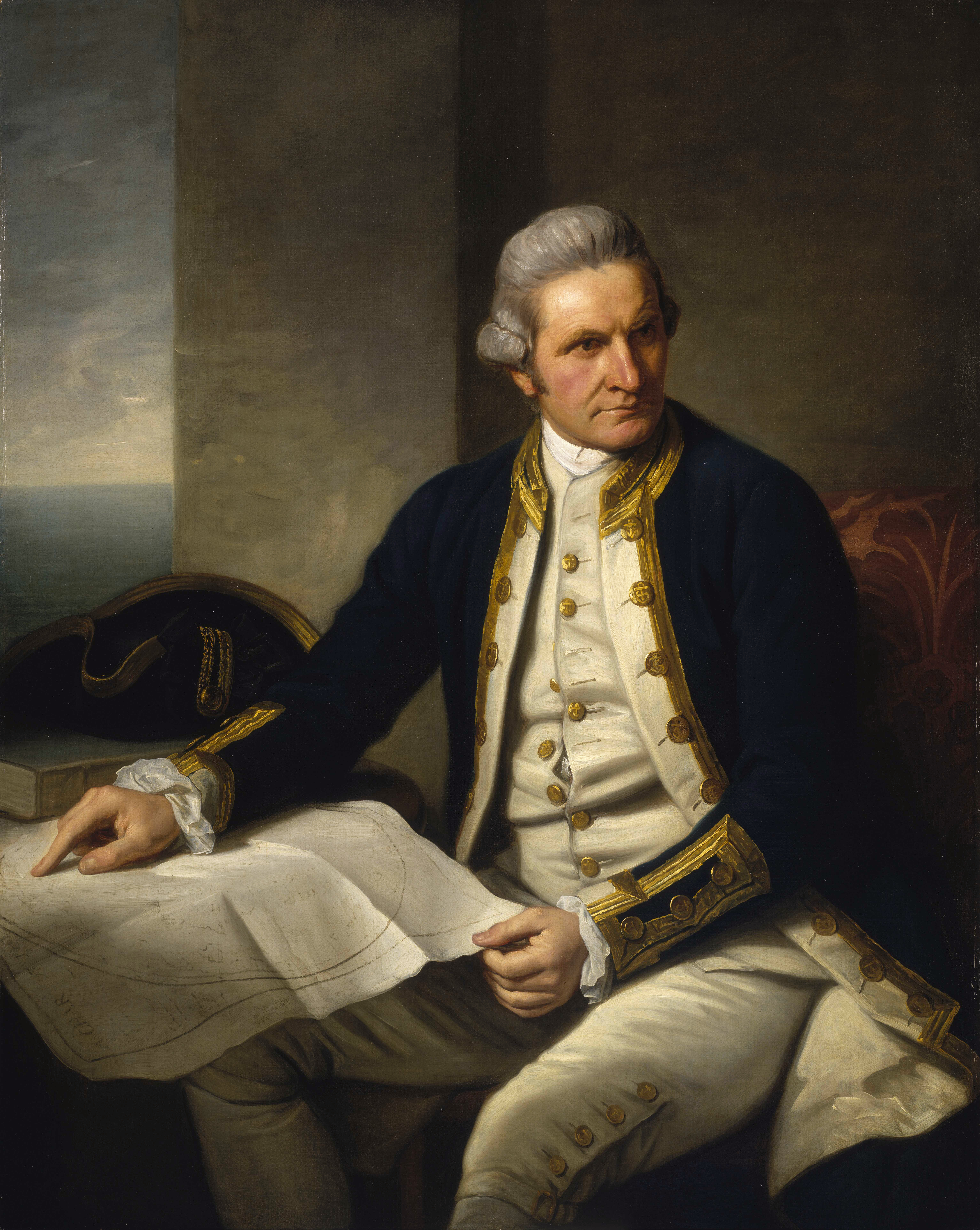
James Cook, explorator, navigator și cartograf englez

- 1810: Ferenc Erkel, compozitor ungur (d. 1893)
- 1855: Edwin Hall, fizician american (d. 1938)
- 1866: Paul Lincke, compozitor german (d. 1946)
- 1866: Gustav Adolf Deissmann,  teolog protestant german (d. 1937)
- 1867: Marie Curie, Marie Curie, chimistă, fiziciană franceză, laureată Nobel  (d. 1934)
- 1875: Mihail Ivanovici Kalinin, politician rus (d. 1946)
- 1878: Lise Meitner, fiziciană austriacă-suedeză (d. 1968)
- 1879: Leon Trotsky, revoluționar rus (d. 1940)
- 1885: Frank Knight, economist american (d. 1972)
- 1888: Chandrasekhara Venkata Raman, fizician indian (d. 1970)
- 1903: Konrad Lorenz, zoolog austriac, laureat al Premiului Nobel pentru fiziologie și medicină în 1973 (d. 1989)
- 1911: Maria Lătărețu, cântăreață de muzică țărănească și populară română, de etnie romă (d. 1972)
- 1913: Albert Camus, scriitor francez, laureat al Premiului Nobel pentru literatură în 1957 (d. 1960)
- 1916: Mihai Șora, filosof și eseist român (d. 2023)
- 1918: Billy Graham, evanghelist creștin american de orientare neoprotestantă (d. 2018)
- 1922: Androkli Kostallari, lingvist și cercetător albanez (d. 1992)
- 1923: Paul Georgescu, critic literar, eseist, jurnalist, romancier și scriitor român (d. 1989)
- 1926: Joan Sutherland, cântăreață australiană de operă (d. 2010)
- 1927: Hiroshi Yamauchi, ex-președintele japonez a firmei de jocuri Nintendo (d. 2013)
- 1927: Mihai Berechet, actor, regizor de teatru și memorialist român (d. 1991)
- 1936: Gwyneth Jones, cântăreață britanică de operă
- 1940: Dorina Lazăr, actriță română de teatru și film
- 1941: Angelo Kardinal Scola, cardinal, patriarh de Veneția
- 1942: Helen Garner, romancieră și jurnalistă australiană
- 1942: Mariana Mihuț, actriță română

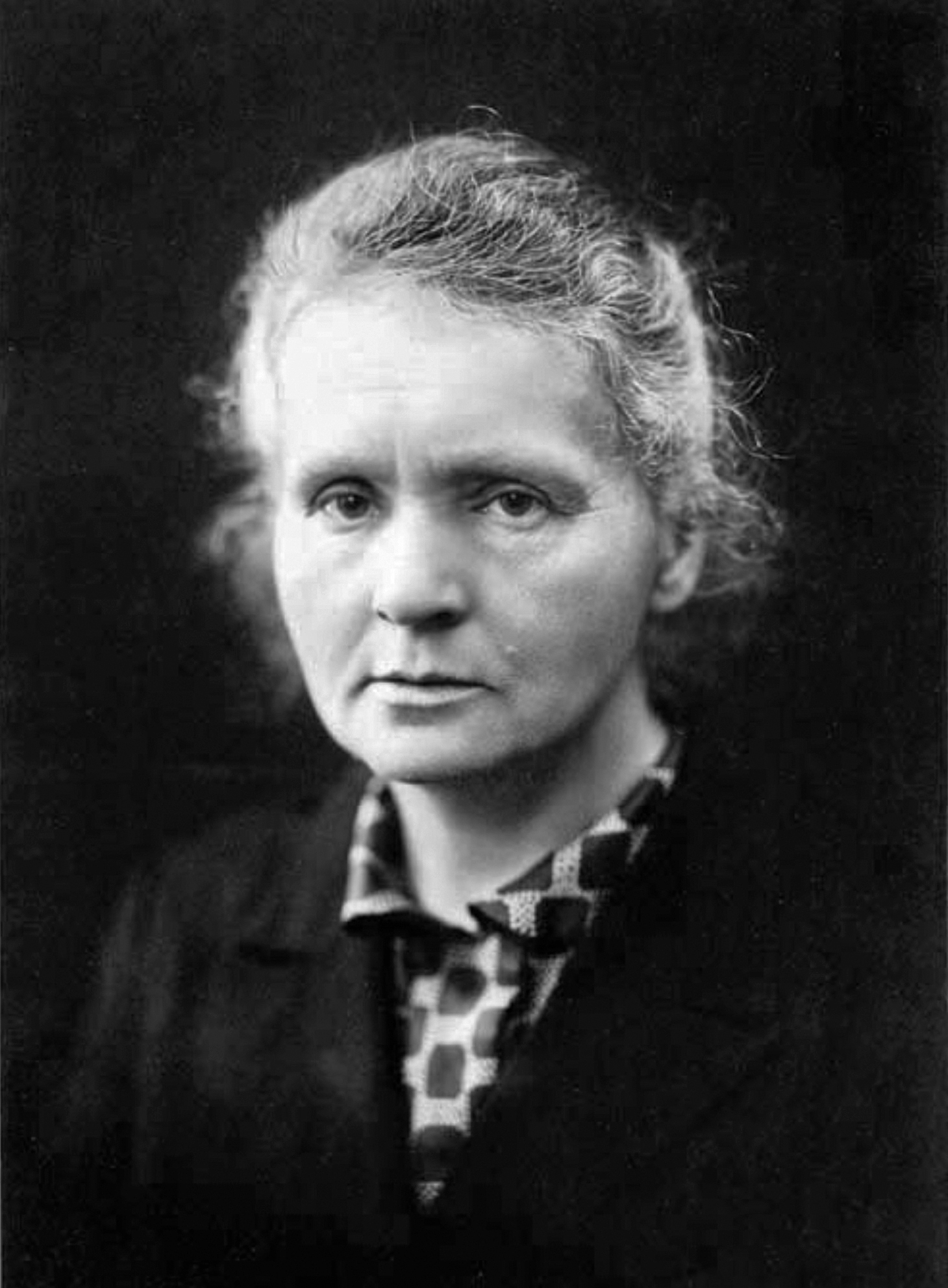
Marie Curie, chimistă, fiziciană franceză, laureată Nobel
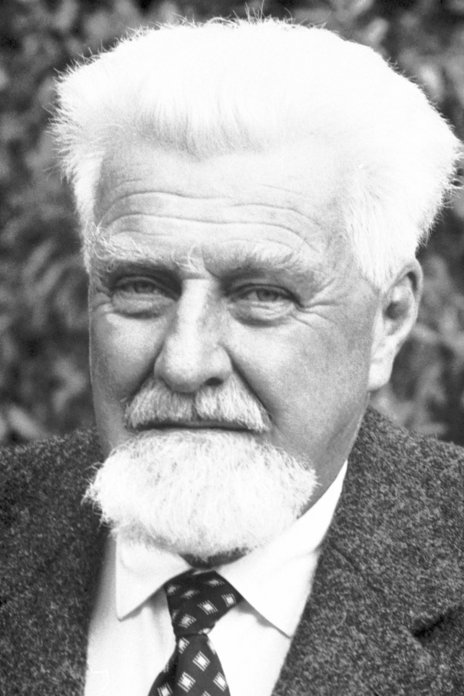
Konrad Lorenz, zoolog austriac, laureat Nobel
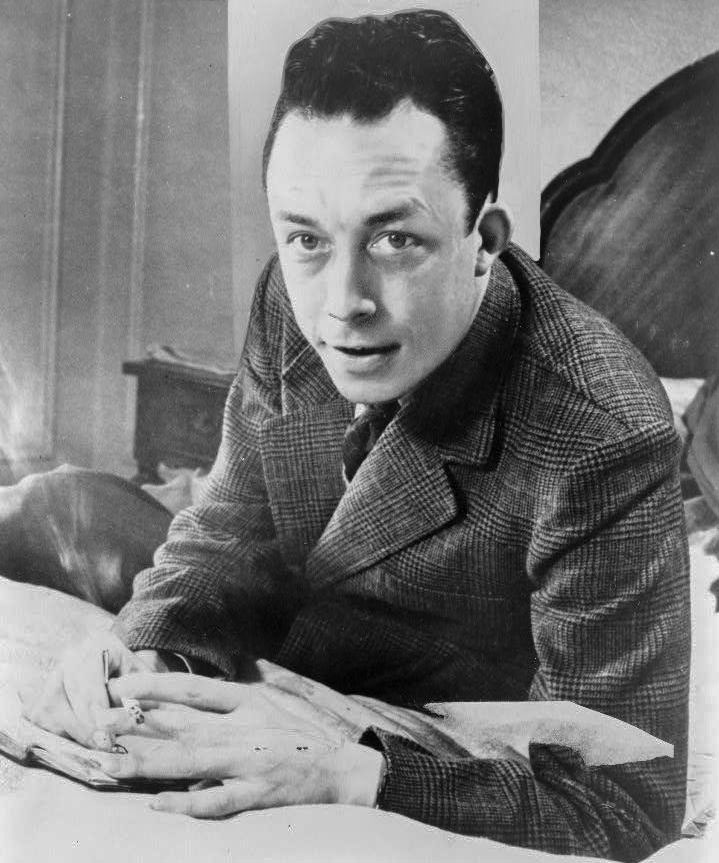
Albert Camus, scriitor francez, laureat Nobel

- 1942: André Armand Vingt-Trois, arhiepiscop de Paris
- 1944: Luigi Riva, fotbalist italian (d. 2024)
- 1943: Joni Mitchell, cântăreț și textier canadian
- 1950: Vladislav Bogićević, fotbalist sârb
- 1952: David Petraeus, general și oficial american
- 1953: Aleksandr Romankov, scrimer sovietic
- 1961: Serghei Aleinikov, fotbalist bielorus
- 1962: Vasile Chira, scriitor și filosof român
- 1967: Sharleen Spiteri, vocalist, chitarist și compozitor scoțian (Texas)
- 1967: David Guetta, House-DJ și producător francez
- 1968: Liviu Almășan, politician român
- 1968: Gheorghe Butoiu, fotbalist român
- 1972: Jason London, actor american
- 1984: Giulia Anghelescu, cântăreață română
- 1986: Jérémy Cadot, scrimer francez
- 1987: Olimpia Melinte, actriță română
- 1987: Halîna Pundîk, scrimeră ucraineană
- 1990: David de Gea, fotbalist spaniol
- 1995: Alexandru Bologa, judoka român nevăzător
- 1996: Lorde, cântăreață neozeelandeză
- 1998: Teodora Popescu, handbalistă română
- 1999: Bogdan Iancu, actor român

## Decese
- 1773: Prințesa Anne Charlotte de Lorena (n. 1714)
- 1827: Maria Theresa de Austria, regină a Saxoniei (n. 1767)
- 1887: Heinrich Richard Baltzer, matematician german (n. 1818)
- 1898: Prințesa Maria Antonia a celor Două Sicilii, Mare Ducesă de Toscana (n. 1814)
- 1903: Crescenzo Buongiorno, compozitor italian (n. 1864)

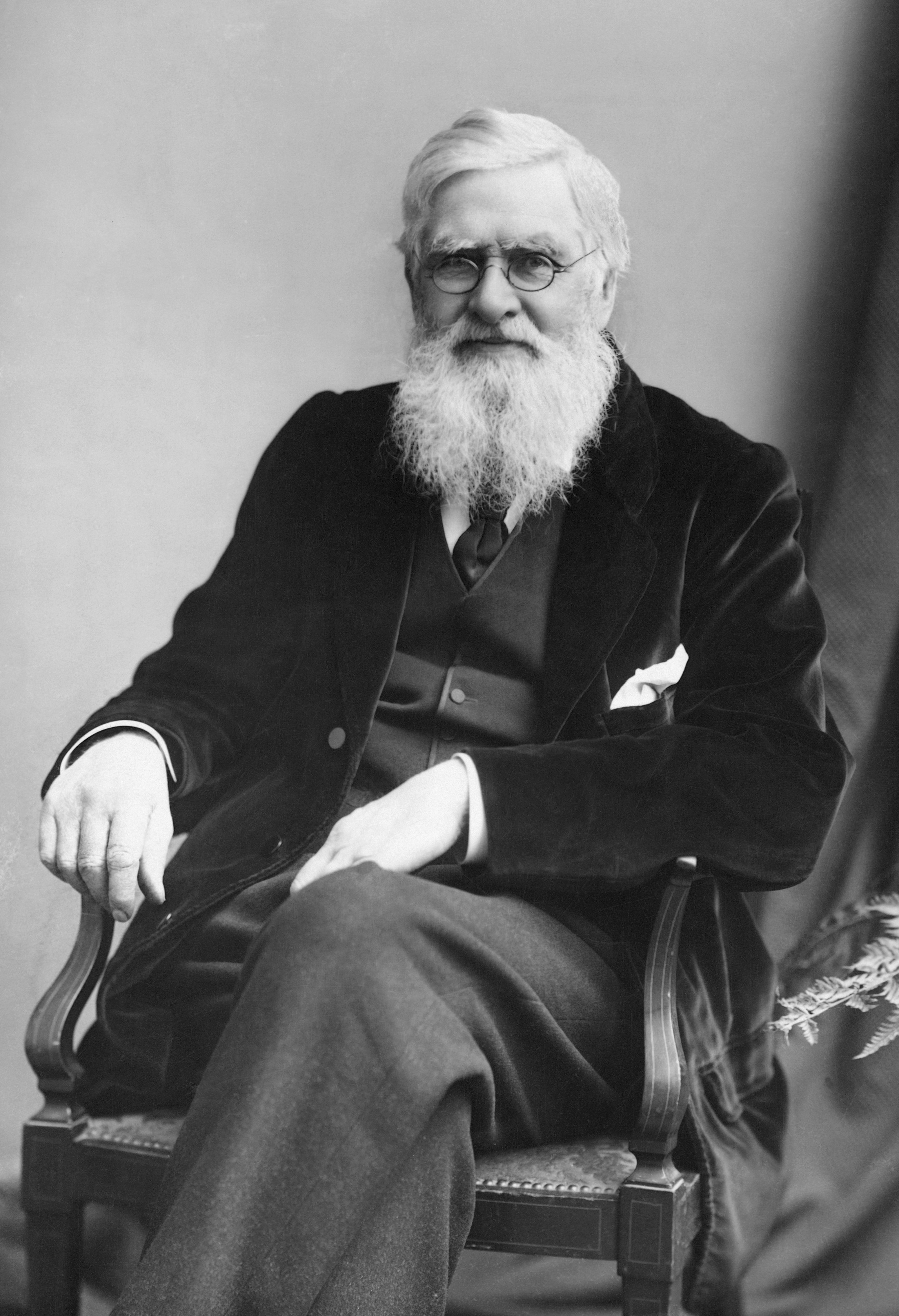
Alfred Russel Wallace, antropolog, biolog englez
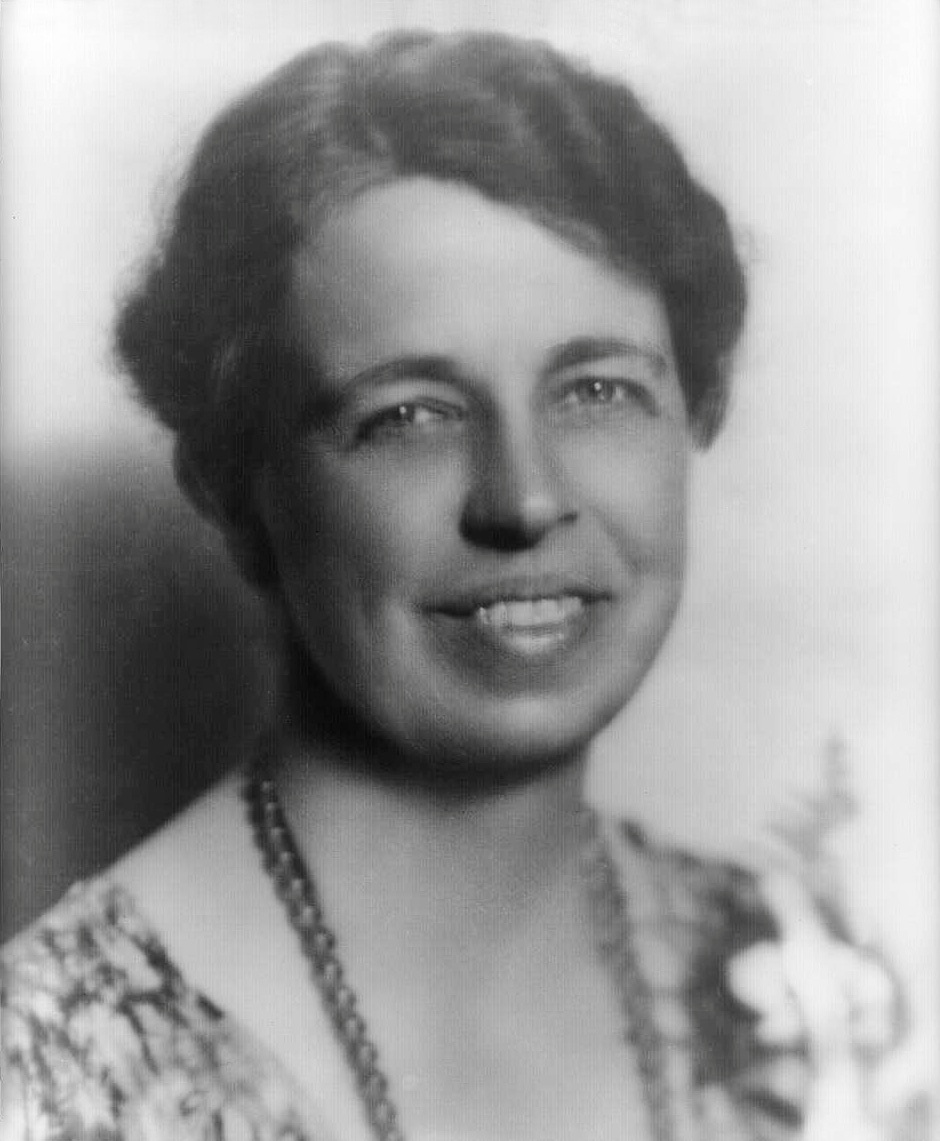
Eleanor Roosevelt, prima doamnă a Statelor Unite
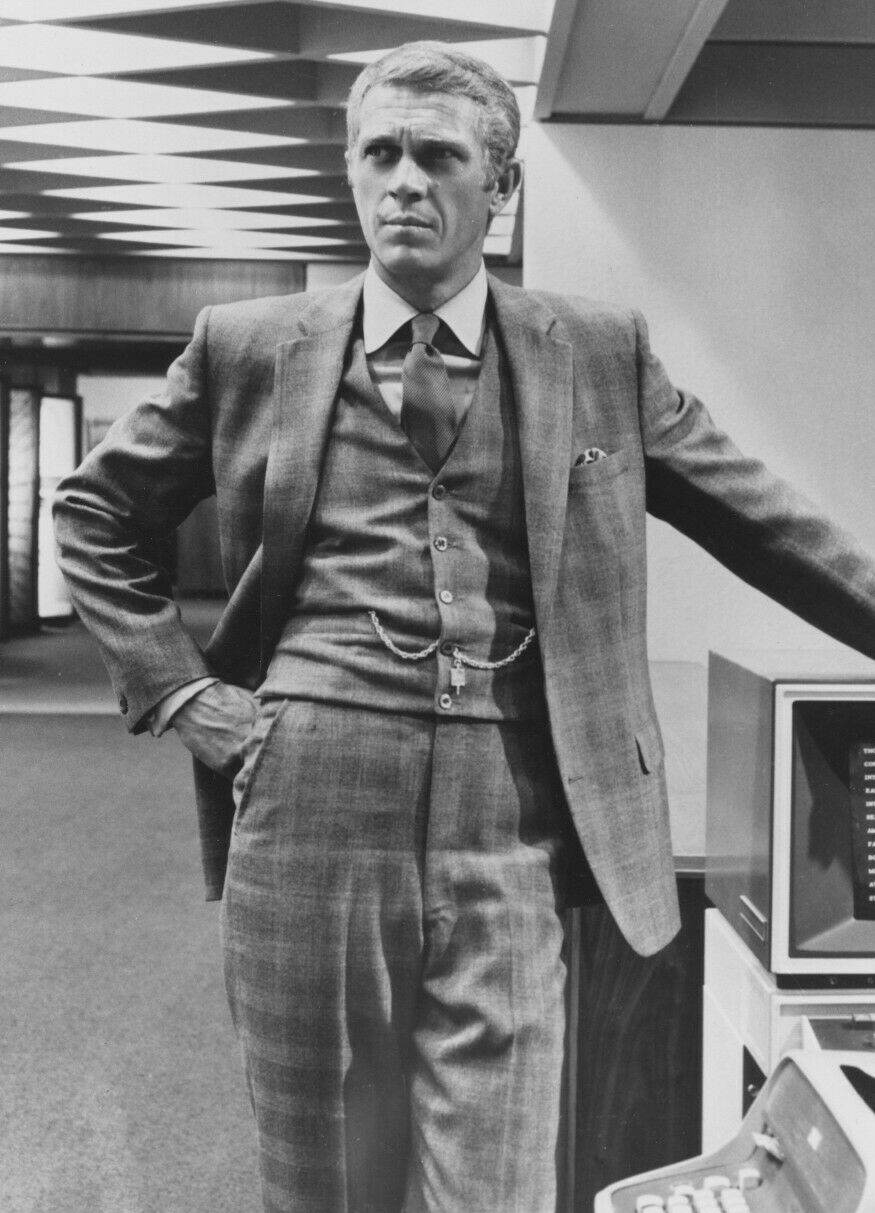
Steve McQueen, actor american

- 1913: Alfred Russel Wallace, antropolog, biolog, biogeograf, evoluționist și explorator englez (n. 1823)
- 1934: Pablo Uranga, pictor spaniol (n. 1869)
- 1938: Prințul George Constantinovici al Rusiei (n. 1903)
- 1959: Victor McLaglen, actor american  (n. 1886)
- 1960: Leon Dabo, pictor american  (n. 1864)
- 1962: Eleanor Roosevelt, prima doamnă a Statelor Unite (n. 1884)
- 1979: Amedeo Nazzari, actor italian  (n. 1907)
- 1980: Steve McQueen, actor american (n. 1930)
- 1981: Muhammad Husayn Tabatabaei, proeminent gânditor specializati în filosofia islamică și șiism (n. 1904)
- 1983: Ion Jalea, sculptor român, membru al Academiei Române (n. 1887)

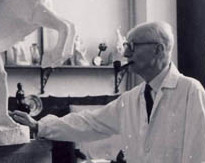
Ion Jalea, sculptor român, membru al Academiei Române
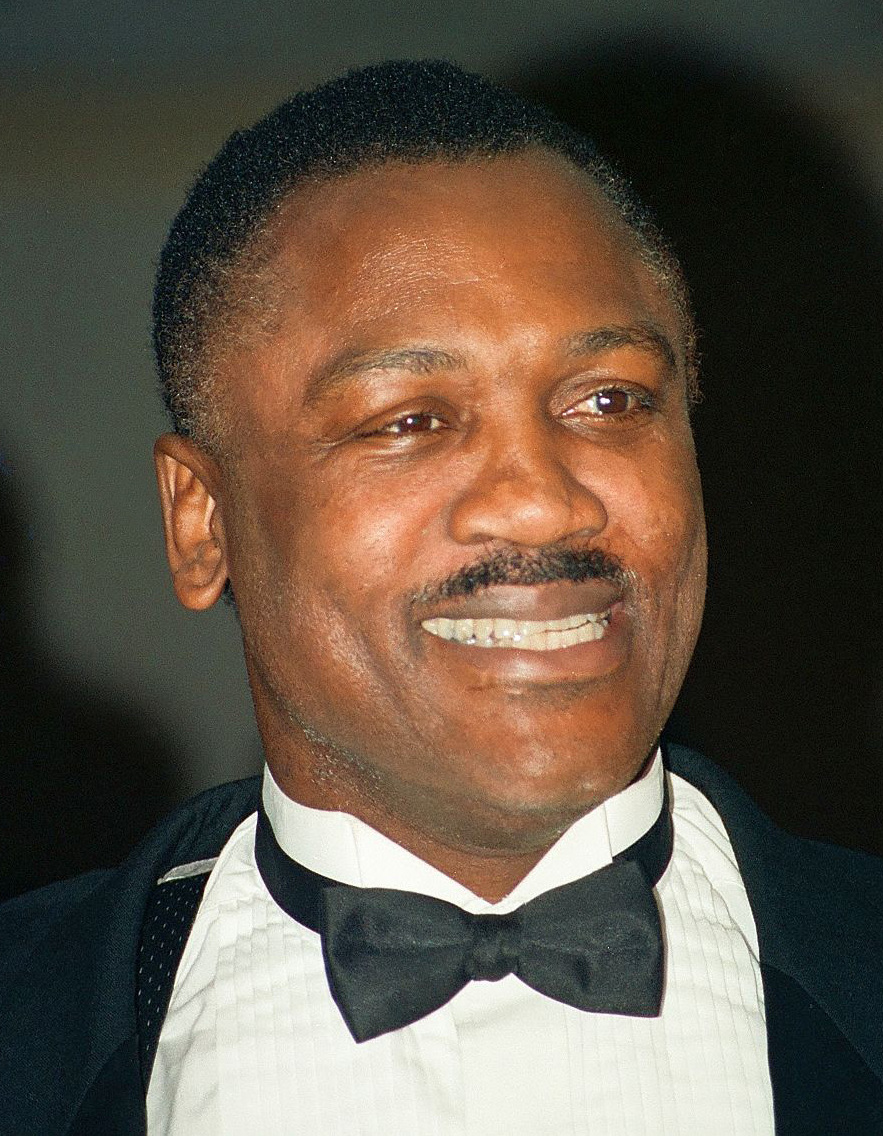
Joe Frazier, campion mondial american de box la categoria grea
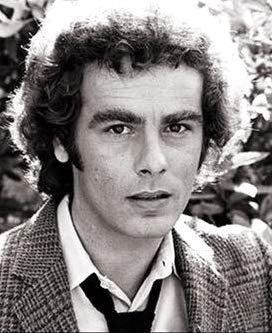
Dean Stockwell, actor american, laureat Cannes

- 1992: Alexander Dubček, om politic slovac, conducător al Cehoslovaciei (n. 1921)
- 2000: Ingrid a Suediei soția regelui Frederick al IX-lea al Danemarcei (n. 1910)
- 2002: Rudolf Augstein, publicist german
- 2004: Howard Keel, actor american
- 2011: Joe Frazier, campion mondial american de box la categoria grea (n. 1944)
- 2021: Dean Stockwell, actor american, laureat Cannes (n. 1936)

## Sărbători
- Sfinții 33 Mucenici din Melițina; Cuv. Lazăr (calendar ortodox și greco-catolic)
- Rusia: Ziua consensului și a reconcilierii